# Progne
Progne là một chi chim trong họ Hirundinidae.